# Lijst van nummer 1-hits in de Nederlandse Top 40 in 2022
Deze hits stonden in 2022 op nummer 1 in de Nederlandse Top 40.
| Nummer | Datum        | Artiest                   | Titel                    | Reeks |
| ------ | ------------ | ------------------------- | ------------------------ | ----- |
| 814    | 1 januari    | Meau                      | Dat heb jij gedaan       |       |
|        | 8 januari    | Meau                      | Dat heb jij gedaan       |       |
|        | 15 januari   | Meau                      | Dat heb jij gedaan       |       |
|        | 22 januari   | Meau                      | Dat heb jij gedaan       |       |
|        | 29 januari   | Meau                      | Dat heb jij gedaan       |       |
|        | 5 februari   | Meau                      | Dat heb jij gedaan       |       |
|        | 12 februari  | Meau                      | Dat heb jij gedaan       |       |
|        | 19 februari  | Meau                      | Dat heb jij gedaan       | 8     |
| 815    | 26 februari  | Tiësto & Ava Max          | The Motto                |       |
|        | 5 maart      | Tiësto & Ava Max          | The Motto                |       |
|        | 12 maart     | Tiësto & Ava Max          | The Motto                | 3     |
| 816    | 19 maart     | Antoon                    | Hallo                    |       |
|        | 26 maart     | Antoon                    | Hallo                    |       |
|        | 2 april      | Antoon                    | Hallo                    |       |
|        | 9 april      | Antoon                    | Hallo                    | 4     |
| 817    | 16 april     | Harry Styles              | As It Was                |       |
|        | 23 april     | Harry Styles              | As It Was                |       |
|        | 30 april     | Harry Styles              | As It Was                |       |
|        | 7 mei        | Harry Styles              | As It Was                |       |
|        | 14 mei       | Harry Styles              | As It Was                |       |
| 818    | 21 mei       | S10                       | De diepte                | 1     |
| 817    | 28 mei       | Harry Styles              | As It Was                |       |
|        | 4 juni       | Harry Styles              | As It Was                |       |
|        | 11 juni      | Harry Styles              | As It Was                |       |
|        | 18 juni      | Harry Styles              | As It Was                |       |
|        | 25 juni      | Harry Styles              | As It Was                |       |
|        | 2 juli       | Harry Styles              | As It Was                |       |
|        | 9 juli       | Harry Styles              | As It Was                |       |
|        | 16 juli      | Harry Styles              | As It Was                |       |
|        | 23 juli      | Harry Styles              | As It Was                |       |
|        | 30 juli      | Harry Styles              | As It Was                |       |
|        | 6 augustus   | Harry Styles              | As It Was                |       |
|        | 13 augustus  | Harry Styles              | As It Was                |       |
|        | 20 augustus  | Harry Styles              | As It Was                | 18    |
| 819    | 27 augustus  | Rema                      | Calm Down                |       |
|        | 3 september  | Rema                      | Calm Down                |       |
|        | 10 september | Rema & Selena Gomez       | Calm Down                |       |
|        | 17 september | Rema & Selena Gomez       | Calm Down                | 4     |
| 820    | 24 september | David Guetta & Bebe Rexha | I'm good (Blue)          |       |
|        | 1 oktober    | David Guetta & Bebe Rexha | I'm good (Blue)          |       |
|        | 8 oktober    | David Guetta & Bebe Rexha | I'm good (Blue)          |       |
|        | 15 oktober   | David Guetta & Bebe Rexha | I'm good (Blue)          |       |
|        | 22 oktober   | David Guetta & Bebe Rexha | I'm good (Blue)          |       |
|        | 29 oktober   | David Guetta & Bebe Rexha | I'm good (Blue)          |       |
|        | 5 november   | David Guetta & Bebe Rexha | I'm good (Blue)          |       |
|        | 12 november  | David Guetta & Bebe Rexha | I'm good (Blue)          |       |
|        | 19 november  | David Guetta & Bebe Rexha | I'm good (Blue)          |       |
|        | 26 november  | David Guetta & Bebe Rexha | I'm good (Blue)          |       |
|        | 3 december   | David Guetta & Bebe Rexha | I'm good (Blue)          |       |
|        | 10 december  | David Guetta & Bebe Rexha | I'm good (Blue)          | 12    |
| 821    | 17 december  | Claude                    | Ladada (Mon dernier mot) |       |
|        | 24 december  | Claude                    | Ladada (Mon dernier mot) |       |
|        | 31 december  | Claude                    | Ladada (Mon dernier mot) |       |